# Spaniotoma hrabei
Spaniotoma hrabei är en tvåvingeart som först beskrevs av Félix Pagast 1935.  Spaniotoma hrabei ingår i släktet Spaniotoma och familjen fjädermyggor. Inga underarter finns listade i Catalogue of Life.